# Lyncornis
A Lyncornis a madarak osztályának a lappantyúalakúak (Caprimulgiformes) rendjébe és a lappantyúfélék (Caprimulgidae) családjába tartozó nem.

## Rendszerezésük
A nemet John Gould angol ornitológus írta le 1838-ban, az alábbi 2 faj tartozik ide:
- maláj lappantyú (Lyncornis temminckii)
- óriás-füleslappantyú (Lyncornis macrotis)

## Előfordulásuk
Dél- és Délkelet-Ázsia területén honosak. Természetes élőhelyeik a szubtrópusi vagy trópusi síkvidéki esőerdők, füves puszták és cserjések. Állandó, nem vonuló fajok.

## Megjelenésük
Testhossza 25–40 centiméter közötti.

## Életmódjuk
Rovarokkal táplálkoznak.